# Hexham
Hexham är en stad och civil parish i grevskapet och kommunen Northumberland i England. Staden ligger på floden Tynes södra flodbank, cirka 31 kilometer väster om Newcastle upon Tyne. Tätorten (built-up area) hade 11 388 invånare vid folkräkningen år 2011.